# Sparganium japonicum
Sparganium japonicum är en kaveldunsväxtart som beskrevs av Rothert. Sparganium japonicum ingår i släktet igelknoppar, och familjen kaveldunsväxter. Inga underarter finns listade i Catalogue of Life.

## Bildgalleri

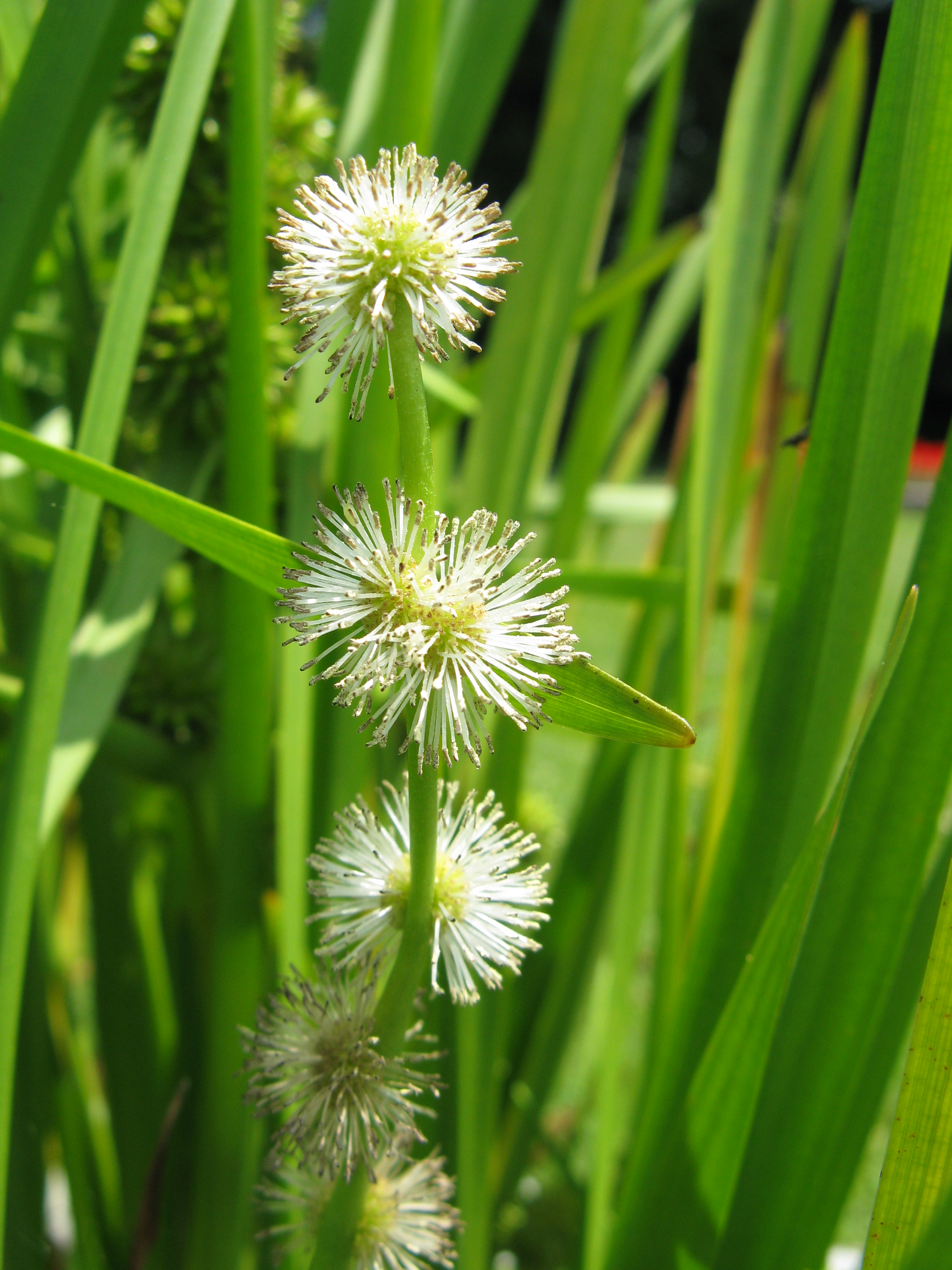